# Sân bay Pokhara
Sân bay Pokhara (IATA: PKR, ICAO: VNPK), là một sân bay khu vực phục vụ Pokhara ở Nepal. Sân bay được thiết lập ngày 4 tháng 7 năm 1958 và thuộc quản lý của Cục hàng không dân dụng Nepal. Có các chuyến bay thường lệ kết nối với Kathmandu và Jomsom; và các chuyến bay theo mùa với Manang.